# How to Steal a Million
How to Steal a Million (Com Robar un milió) és una comèdia de robatoris estrenada en 1966, dirigida per William Wyler i de protagonistes principals Audrey Hepburn, Peter O'Toole, Eli Wallach i Hugh Griffith. La fotografia i les escenes són preses en França, encara que els protagonistes parlen enterament en anglès. La roba d'Audrey Hepburn en la pel·lícula va ser dissenyada per Givenchy.

## Trama
Charles Bonnet és conegut com a col·leccionista d'art, però en realitat ell imita pintures de valor per vendre-les. La seva filla, Nicole, ho desaprova, i també té por que puguin descobrir-lo. Charles presta una famosa estatueta de Venus de "Cellini" al Museu Kléber-Lafayette de París (museu fictici) per a una important exposició. Mai ho l'ha venut perquè les proves modernes la revelarien com una falsificació (del propi Bonnet).
Aquella nit, Nicole troba un lladre, Simon Dermott, que sosté un "Van Gogh" pintat pel seu pare. Ella l'amenaça amb una arma d'època i es dispara per casualitat. Per evitar una investigació sobre les obres mestres falses, no crida a la policia, sinó que neteja la ferida de Simon i el condueix al seu hotel. De sobte, la besa com a comiat.
Poc després, Nicole té una cita amb el magnat americà, Davis Leland. Ella tem que conegui el secret del seu pare, però de fet està obsessionat amb posseir la Venus de Cellini. Davis va organitzar un sopar per pactar la compra. Per sortir de la situació, Nicole el besa i li diu que l'estàtua no està a la venda.
L'endemà, arriba un empleat del museu i Charles signa la pòlissa d'assegurança de l'escultura i, a continuació, esmenta que Charles acaba d'acceptar un examen tècnic de la figura. Desesperada per salvar el seu pare de la presó, Nicole demana a Simon que utilitzi les seves habilitats de lladre per robar la Venus per ella. Accepta, però al principi no creu que sigui possible.
En la nit del delicte, Davis torna a aparèixer a casa de Charles i Nicole. Davis està tan desesperat d'adquirir el Cellini que demana a Nicole que es casi amb ell. No volent arribar tard, Nicole ràpidament accepta i surt cap al museu. Nicole i Simon s'amaguen en un magatzem de serveis fins que el museu tanca. Després de copsar la rutina de les guàrdies, Simon dispara l'alarma de seguretat que envolta la Venus Cellini usant un bumerang de joguina, després la captura i s'amaga. Els guàrdies i la policia entren i comproven el museu, però no troben a faltar res, de manera que aviat abandonen i restableixen l'alarma.
Simon s'havia adonat que l'estàtua s'assembla a Nicole (la seva àvia era la model), i ara explica que ha deduït per què vol que la robin. Admet la veritat i pregunta per què està ajudant-la; respon besant-la. Després torna a engegar les alarmes. Després d'adonar-se que no falta res, els guàrdies frustrats decideixen que el sistema de seguretat ha funcionat malament. Atès que els polítics d'alt rang que viuen a prop s'han queixat de l'alarma sorollosa, la desactiven completament. Simon, a continuació, roba l'estatueta, i Nicole la oculta en una galleda de neteja. Escapen durant la confusió després que hom troba a faltar l'obra d'art.
L'endemà, després que s'hagi estès la notícia del robatori, Davis ràpidament busca una pista de l'estàtua desapareguda, desesperat d'adquirir-la a qualsevol preu. Coneix a Simon, que diu que pot tenir la Venus, però que mai no ha d'esmentar l'estàtua a ningú, o tornar a veure a Nicole. Diu a en Davis que es posarà en contacte amb ell més tard sobre el pagament. Més tard, Nicole s'uneix a Simon a la seva taula per celebrar el robatori. Simon finalment revela a Nicole que no és un lladre professional, sinó un investigador expert contractat per grans galeries d'art per enfortir la seguretat i descobrir falsificacions. La Venus de Cellini era, de fet, el seu primer robatori.
Més tard, als passos d'un avió privat, Simon passa a Davis la Venus. Quan obre la caixa, Davis també troba l'anell de compromís que li havia regalat a Nicole.
Simon assegura Charles que la falsificació de Venus és de manera segura fora del país. Charles és tan alleujat que és només momentàniament decebut quan Simon li diu que el preu de compra era, i quedarà en zero dòlars. Simon i Nicole forcen la promesa de Charles que pararà de vendre pintures falses.
Nicole i Simon es casen. Quan deixen la mansió de Bonnet, tanmateix, un col·leccionista que abans hi havia admirat el Van Gogh "nou" de Charles arriba i és benvingut pel vell falsificador. Nicole presenta el seu pare com a cosí, i Simon afectuosament admira el seu nou estil per mentir.

## Repartiment
- Audrey Hepburn com Nicole Barret
- Peter O'Toole com Simon Dermott
- Hugh Griffith com Charles Barret
- Eli Wallach com Davis Leland
- Charles Boyer com DeSolnay
- Fernand Gravey com Grammont
- Marcel Dalio com Paravideo
- Jacques Marin com Cap de Seguretat
- Roger Tréville com Subhastador
- Edward Malin com Empleat d'Assegurança (amb nom Eddie Malin)
- Moustache com Guàrdia

## Rebuda
Com per Robar un milió era un impacte crític i comercial al seu alliberament original. [citation Necessitat] La pel·lícula actualment marca 100% en la web de valoració Rotten Tomatoes amb un Índex Mitjà de 6.9/10.

## Cultura popular
- Un canvi verbal entre Nicole i el seu pare durant la pel·lícula ("Papa & Nicole") va ser manllevat i adaptat en una sèrie reeixida d'anuncis pel Renault Clio.[3]
- Les escenes de robatori en la pel·lícula foren més tard copiades en la pel·lícula en llengua Tamil, Lingaa, i el film en Hindi Loafer.[4][5]

## Bases de dades
- How to Steal a Million a Catàleg de l'American Film Institute (anglès) al Catàleg de l'Institut Americà de Pel·lícules